# Madeleine Sémer
Madeleine Sémer o Héloïse Sémer, pseudonimo di Héloïse Bernadette Rémès (Ginevra, 9 aprile 1874 – Parigi, 8 maggio 1921), è stata una mistica francese autrice del Journal spirituel.

## Biografia
Héloïse Bernadette era la figlia di Frédéric Rémès, mercante di Parigi, e Bernarde Clotilde Pujade. Doveva il suo primo nome al padre, grande lettore di Jean-Jacques Rousseau (autore de La Nouvelle Héloïse). I suoi genitori si sposarono a Tolosa il 30 novembre 1879 quando lei aveva 5 anni. Fu una ragazza molto devota fino all'età di 14 anni, poi perse improvvisamente la fede cattolica. In una lettera del 3 agosto 1904, in cui prende in giro le convinzioni religiose del suo corrispondente, scrive di se stessa: «Ricordo i miei ultimi impulsi di fede quando avevo circa 12 o 13 anni. In questo modo sarei diventata una Santa Teresa. [...] A 13 anni e mezzo, prima dei 14, il velo si è squarciato.» Sua madre morì il 6 dicembre 1889. quando Madeleine Sémer aveva solo 15 anni. La sua istruzione si interruppe al livello del Brevet élémentaire.
Nel 1890 si trasferì con il padre a Costantina, in Algeria, dove quest'ultimo, in qualità di ingegnere civile, venne nominato direttore dei lavori a Coudiat-Aty. Dopo un anno di fidanzamento, all'età di 17 anni, il 26 settembre 1891 sposò con rito civile Émile Morinaud, pubblicista e consigliere generale, di 9 anni più grande di lei. Due anni dopo diede alla luce un figlio, Paul, al quale non impartì alcuna educazione religiosa; il bambino non fu nemmeno battezzato. «Bella e colta, conduce una vita mondana, collezionando amicizie e conquiste.»
Essendosi resa colpevole di adulterio, divorziò il 25 settembre 1907. Partì con il figlio per Algeri, dove rimase fino al 1909, aiutata dai parenti. Leggeva Montaigne, Rousseau, Condorcet, Georg Büchner e Nietzsche, autori che rafforzarono il suo scetticismo. Il figlio ritornò a casa del padre; si ritrovò quindi sola e senza risorse. Andò quindi a Parigi per guadagnarsi da vivere. Per mancanza di lavoro e di denaro, fu ospitata nel convento delle Ancelle del Santissimo Sacramento. Confidò i propri trascorsi alla priora, la quale divenne sua amica e si offrì di trovarle un lavoro. Nel febbraio 1910 trovò un posto come governante. Nello stesso anno iniziò il suo Journal ("diario") che intitolò Pensées de solitude ("Pensieri di solitudine"), in cui ripercorreva i propri dubbi, ma anche il suo cammino verso la conversione. Da maggio a gennaio 1911 fu precettrice di un diplomatico di alto rango, poi iniziò a lavorare presso una famiglia straniera che seguì in Germania e in Austria

Nell'aprile 1912 avrebbe avuto una visione di Cristo che trascrisse il giorno 13 nel suo diario:
Scrisse cinque anni dopo nel suo diario:

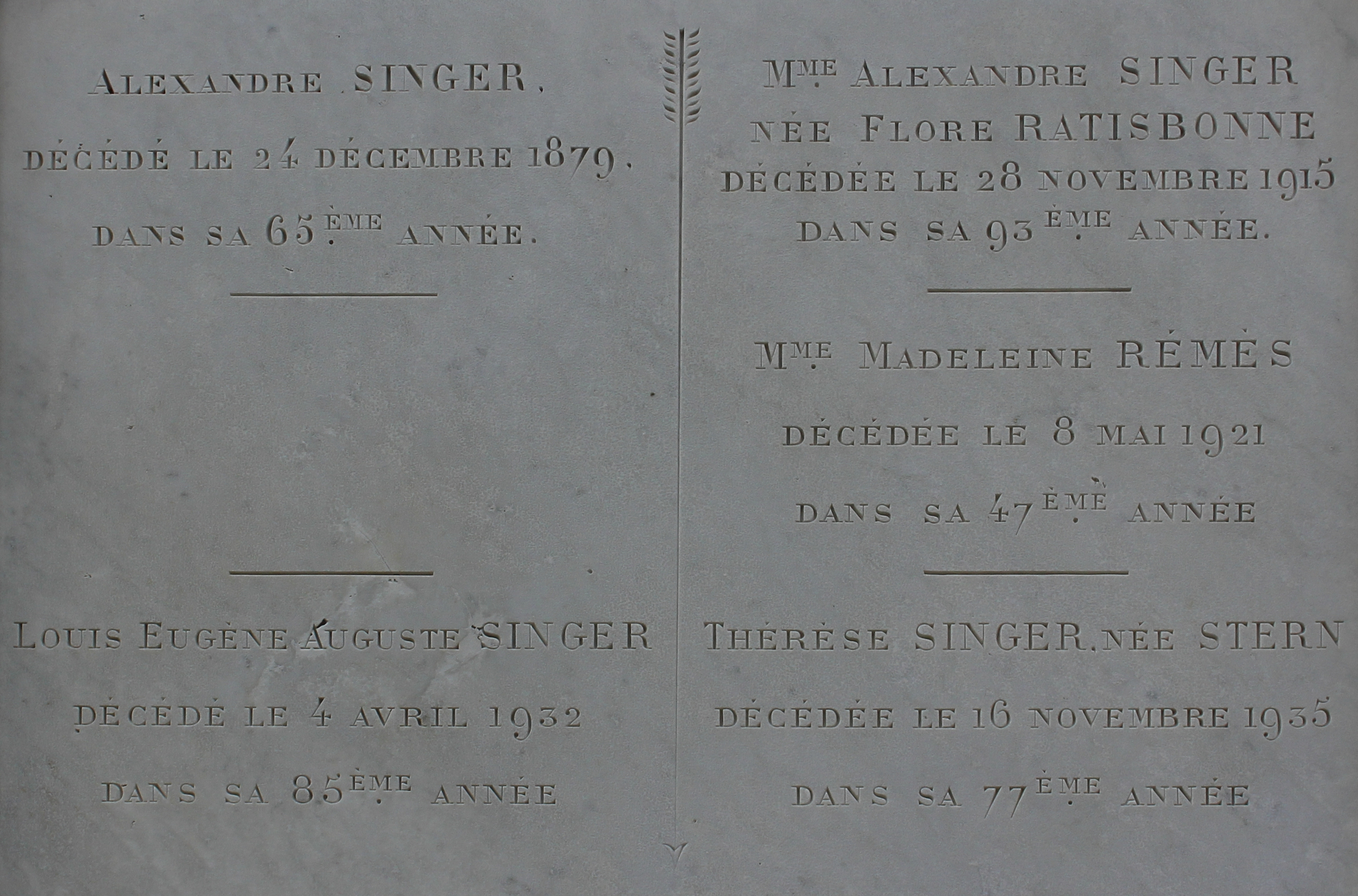
Tomba di Madeleine Sémer, sepolta con la famiglia Singer nel cimitero di Père-Lachaise.

Nel novembre 1912, divenne la dama di compagnia di una novantenne, Flore Singer, nipote di Alphonse Ratisbonne. Iniziò a leggere il filosofo Henri Bergson, con il quale intrattenne una corrispondenza e del quale disse in una lettera del 14 febbaio 1914: «Distogliendomi scientificamente dal materialismo, dandomi la fede in una possibile libertà, [egli] mi ha restituito il senso dello spirituale, del divino. Lui è stato per me il ponte sopra l’abisso che credevo invalicabile, la mano che ti conduce sul nuovo cammino.» Fu influenzata dal misticismo di William James e Ralph Waldo Emerson «così vicino a Dio, lontano da ogni dogma».
Si convertì e prese il nome di Madeleine, in riferimento alla donna peccatrice che era una discepola di Gesù nel Vangelo. Nella primavera del 1914 riprese la pratica religiosa e aiutò i poveri e i soldati. Approfondì la sua conoscenza della dottrina cattolica leggendo autori religiosi, tra cui Henri Lacordaire, Maurice d'Hulst, John Henry Newman e libri di santi. Raccontò la propria conversione alle persone a lei vicine, tra cui il figlio, che guidò verso la fede cattolica, finché ricevette il battesimo nel marzo 1917. Riferì nuove esperienze mistiche dal 15 settembre 1917. Rifiutò diverse proposte di matrimonio e nel 1918 fece voto di castità. Fino alla sua morte, fu la segretaria particolare di Alberto I, principe di Monaco. Scrisse a Henri Bergson per ringraziarlo di aver riscoperto attraverso di lui la via della fede cristiana. Mantenne con lui una lunga corrispondenza nella quale gli spiegò il proprio viaggio mistico, che catturò l'attenzione del filosofo.
Morì all'età di 47 anni, tra grandi sofferenze fisiche, nella notte tra il 7 e l'8 maggio 1921.

## Eredità
La sua vita e il suo percorso furono resi popolari dall'abate Félix Klein (1862-1953), professore onorario di Letteratura francese presso l'Istituto Cattolico di Parigi. Nel suo libro del 1923, cita ampiamente il suo Journal spirituel, che non fu mai pubblicato. Per discrezione, l'autore utilizzò il nome Madeleine Sémer, anaciclico del cognome della donna stessa.
Raccontò la forte impressione che Madeleine Sémer aveva fatto su Henri Bergson, che l'ascoltava «con vivo interesse e rimase molto colpito, non solo dalla sua sincerità e dalla sua viva intelligenza, ma anche dal suo (...) perfetto equilibrio.»

In un libro di interviste con il pensatore cattolico Jacques Chevalier, Henri Bergson raccontò il suo incontro con Madeleine Sémer e la conoscenza più completa che ne ebbe grazie all'abate Klein, all'origine dell'interesse del filosofo per gli scritti mistici:
Per la storica Annette Becker, Madeleine Sémer è una delle «donne convertite o devote praticanti, [che] usano le loro sofferenze in tempo di guerra per cercare di convincere amici e parenti della necessità della conversione in quel preciso frangente.» La presenta come «una patriota devota alla sua duplice fede. Gli appare un obiettivo di guerra centrale: convertire il suo unico figlio, mobilitato nel 1915. Ha infatti cresciuto questo figlio senza religione ed è convinta che solo la sua conversione al fronte potrà redimerla e al tempo stesso garantirgli la vita eterna. [...] Paul Sémer si era convertito al fronte e Madeleine Sémer sapeva che, grazie alla guerra, aveva dato alla luce suo figlio "due volte".»
È una delle autrici plagiate da Marthe Robin e identificate dal carmelitano Conrad De Meester nel suo libro La Fraude mystique de Marthe Robin pubblicato nel 2020.